# 三一節
三一節（さんいちせつ、サミルチョル）は、韓国の祝日である。毎年3月1日。
1919年3月1日の三・一独立運動を記念する日である。1946年3月1日の第27回記念式の際に国家慶祝日に指定された。1949年10月1日に公布された「国家慶祝日に関する法律」で祝日に指定された。2005年12月29日の「国家慶祝日に関する法律」で改定されて今に至る。
この日には政府が記念行事を主催し、殉国の士に対する追慕と哀悼の黙念を捧げて、民族精神を振り返る。

## 概要

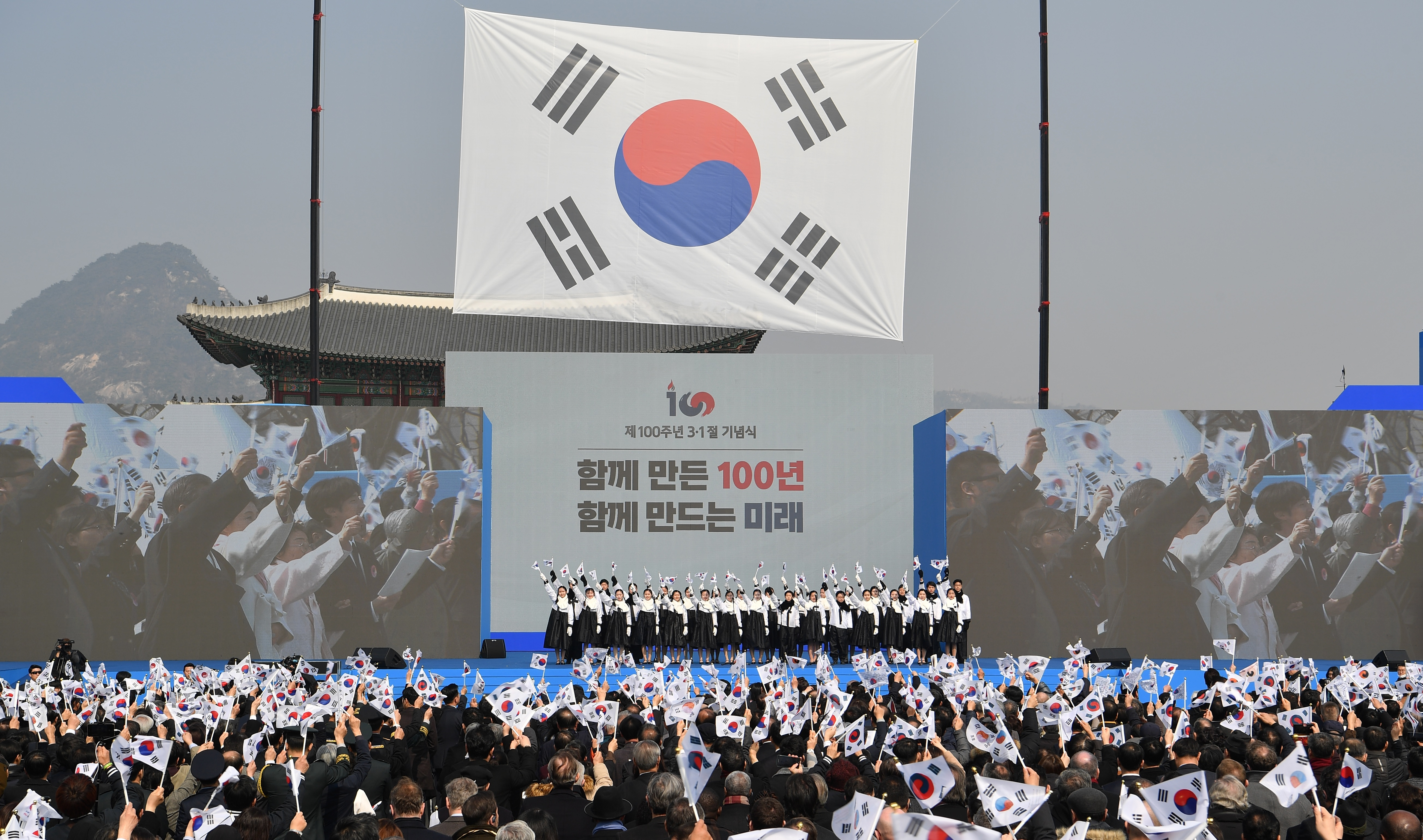
三・一独立運動100周年記念式典（2019年）

制憲節（7月17日）、光復節（8月15日）、開天節（10月3日）、ハングルの日（10月9日）と並び韓国の5大国慶日に数えられる。
1948年に制定された大韓民国憲法の前文には「大韓国民は、3・1運動で建立された大韓民国臨時政府の法統と、不義に抗拒した4・19民主理念を継承し～」とあり、日本統治下の朝鮮において李承晩らによって設立された大韓民国臨時政府を大韓民国の前身と位置づけている。
一般家庭では全国的に太極旗を掲揚してその日の意義を称える。また、当時行われた「万歳運動」の再現が国内各地で行われる。